# 泊雅城堡

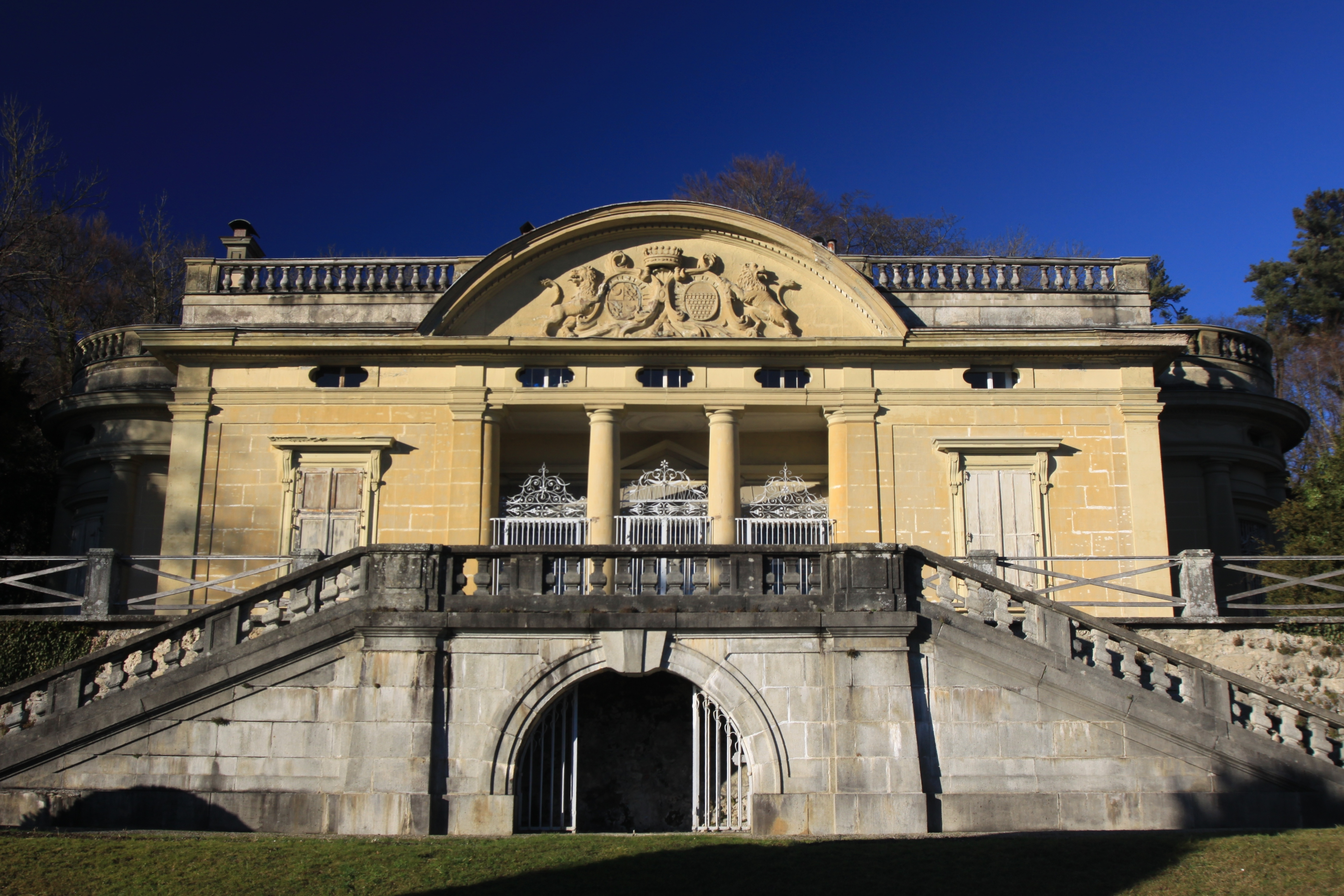

泊雅城堡是瑞士的一座城堡，位于弗里堡州的弗里堡，附近的泊雅大桥和泊雅隧道也以此命名。